# Рашка окружна лига у фудбалу
Рашка окружна лига је једна од Oкружних лига у фудбалу. Окружне лиге су пети ниво лигашких фудбалских такмичења у Србији. Лига броји 14 клубова. Виши ранг је Зона Морава, док је нижи ранг Међуопштинска лига ФСРО.

## Победници свих првенстава
| Сезона   | Бр. клуб. | Првак                     | Бодови | Другопласирани             | Бодови |
| 2007/08. | 18        | ФК Омладинац, Ново Село   | 75     | ФК Карађорђе, Рибница      | 61     |
| 2008/09. | 18        | ФК Младост, Опланићи      | 70     | ФК Јошаница, Нови Пазар    | 66     |
| 2009/10. | 18        | ФК Тутин, Тутин           | 77     | ФК Борац, Адрани           | 72     |
| 2010/11. | 16        | ФК Будућност, Конарево    | 63     | ФК Рудар, Баљевац          | 61     |
| 2011/12. | 15        | ФК Карађорђе, Рибница     | 67     | ФК Браћа Вуковић, Лађевци  | 62     |
| 2012/13. | 16        | ФК Рудар, Баљевац         | 66     | ФК Браћа Вуковић, Лађевци  | 62     |
| 2013/14. | 16        | ФК Браћа Вуковић, Лађевци | 69     | ФК Краљево Хајдук, Краљево | 53     |
| 2014/15. | 16        | ФК Карађорђе, Рибница     | 71     | ФК Гоч, Врњачка Бања       | 63     |
| 2015/16. | 16        | ОФК Раднички, Ковачи      | 60     | ФК Реал, Подунавци         | 52     |
| 2017/18. | 16        | ФК Гоч, Врњачка Бања      | 61     | ФК Пролетер, Печеног       | 52     |
| 2018/19. | 16        | ФК Радник, Ушће           | 57     | ФК Омладинац, Ново Село    | 56     |
| 2019/20. | 16        | ФК Пролетер, Печеног      | 40     | ФК Тавник, Тавник          | 38     |

ФК Пролетер

## Клубови у сезони 2020/21.
| Клуб              | Место           |
| ----------------- | --------------- |
| ФК Краљево Хајдук | Јарчујак        |
| Гранит            | Јошаничка Бања  |
| ФК Поповићи       | Поповићи        |
| Ибар              | Матарушка Бања  |
| ФК Будућност      | Конарево        |
| ФК Матаруге       | Матаруге        |
| ФК Ласта          | Витковац        |
| ФК Гружа          | Витановац       |
| ФК Јединство 2017 | Тутин           |
| ФК Тавник         | Тавник          |
| Омладинац         | Ново Село       |
| ФК Напредак       | Грачац          |
| Рибница           | Јовац           |
| Рудар             | Баљевац (Рашка) |
| Млади Радник      | Грдица          |
| ФК Јово Курсула   | Цветке          |